# Остров (област Враца)
Вижте пояснителната страница за други значения на Остров.
Остро̀в е село в Северозападна България. То се намира на брега на р. Дунав в община Оряхово, област Враца.

## География
Село Остров се намира в северозападния регион на България, на брега на река Дунав. Разделено е на няколко махали: влашка, българска, шопска и циганска. Разстоянието до Оряхово е 22 km, до Враца е 97 km, до Плевен – 65 km.

## История
От намерените на територията на селото антични предмети е установено, че от 1900 г. до 800 г. пр.н.е. там е съществувало тракийско селище.
През 1-ви в. сл. Хр. римляните построили много пътища и крепости. Крепостта при с. Остров римляните наричали Педонионе или Педоланис.
По времето на хан Тервел (701 – 718 г.) е изграден окоп като западна граница на Българската държава с Аварската държава. Той има дължина около 60 km, ширина 6 m и дълбочина около 4 m. Започва от река Дунав при село Остров и завършва между селата Габаре и Тлачене. След преместване на границите на запад по времето на траките заселниците са се преместили на острова и са се нарекли островчани. Името се е запазило и след падането на България под османска власт. Намерена е плоча със старобългарски надпис, от която става ясно, че преди падането на България под османска власт Остров е бил „град“ (крепост) и е носил днешното си име. По време на османската власт, след потушаването на въстанията, островчани се прехвърлят в румънското село Дъбулене и живеят там около 80 години. След това се връщат и водят битки с османлии, черкези, кърджалии, татари.
След подписването на Ньойския мирен договор поток от бежанци от откъснатите Западни покрайнини, отказали да търпят сръбския терор, се установява в селото и образува Шопската махала.

## Население
Преброяване на населението през 2011 г.
Численост и дял на етническите групи според преброяването на населението през 2011 г.:
|                     | Численост | Дял (в %) |
| Общо                | 1480      | 100,00    |
| Българи             | 835       | 56,41     |
| Турци               | 3         | 0,20      |
| Цигани              | 3         | 0,20      |
| Други               | 4         | 0,27      |
| Не се самоопределят | 4         | 0,27      |
| Неотговорили        | 631       | 42,63     |

## Религии
Християнска.

## Обществени институции
Читалище „Просвета“ е основано през 1907 г. от учителя Вълчо Иванов и други учители (по данни на ЦДА).

## Редовни събития
- 18 – 19 август – международна регата ТИД по поречието на река Дунав
- Фестивала на рибката и рибаря – последната събота от месец юли
- Последните събота и неделя на месец септември – събор

## Личности
Родени в Остров
- Радослав Спасов (1943 - 2024), български кинооператор и кинорежисьор
- Борис Крумов (1928 – 2015), български писател

## Други

### Кухня
Известна е местна рецепта за пълнен шаран.